# Timothy C. May
Timothy C. May, mais conhecido como Tim May (Bethesda, 21 de dezembro de 1951 — Corralitos, 13 de dezembro de 2018) foi um engenheiro eletrônico estadunidense, além de escritor político e cientista sênior da Intel ainda no início da história da empresa. May também é o fundador do movimento criptoanarquista. Ele se aposentou da Intel em 1986 aos 35 anos e morreu de causas naturais em sua casa em 13 de dezembro de 2018, aos 66 anos.

## Descoberta dos efeitos da partícula alfa em chips de computadores
Como um engenheiro, May foi notório ao ter identificado a causa do "problema da partícula alfa", que estava afetando a confiabilidade dos circúitos integrados, já que os recursos dos dispositivos alcançavam um tamanho crítico quando uma única partícula alfa poderia mudar o estado de um valor armazenado e causar um single event upset. May percebeu que o invólucro de argila usado pela Intel era levemente radioativo. A Intel resolveu o problema ao aplicar uma carga em cada módulo para reduzir a sua sucessibilidade à radiação e trocou o invólucro por plástico.
May foi o coautor do artigo junto com Murray H. Woods que ganhou o Prêmio IEEE W.R.G. Baker em 1981 Alpha-Particle-Induced Soft Errors in Dynamic Memories, publicado pela revista Transactions on Electron Devices da IEEE em 1979.

## Visões sociais e políticas
May advoga pelo libertarianismo e pela privacidade na internet.
May era um membro fundador e tinha sido um dos contribuintes mais volumosos da lista de discussão eletrônica da Cypherpunks . Entre os os anos 90 e 2003, escreveu extensivamente sobre criptografia e privacidade online dos anos 90 até meados 2003.  
May ganhou notoriedade por escrever substancialmente na famosa FAQ sobre a temática cypherpunk, o Cyphernomicon (que incorporou seu antigo artigo, o Manifesto Cripto Anarquista), que até então, era um assunto pouco conhecido. Jacob Appelbaum, desenvolvedor da rede de anonimato Tor já revelou que se influenciou muito pelo trabalho de May e especialmente pela participação de Julian Assange nesta FAQ. Seu artigo True Nyms and Crypto Anarchy foi incluido na reimpressão do romance escrito por Vernor Vinge, True Names. Em 2001, seu trabalho foi publicado no livro Crypto Anarchy, Cyberstates, and Pirate Utopias.
Tim May viveu o fim da vida como um recluso. Seu obituário do New York Times dizia: "Ele costumava escrever sobre armar-se e esperar que agentes do governo aparecessem. Depois que os Cypherpunks se desvaneceram no início dos anos 2000, ele começou a expressar sentimentos racistas para outros grupos online". 
Em seu obituário, a revista Reason o descreveu como tendo "grande influência para ambos Bitcoin e WikiLeaks".